# Telestad

Karta som visar Telestads placering i Växjö.

Telestad är en stadsdel i Växjö som skapades år 2022. Stadsdelen ligger söder om Teleborg och består av de nya bostadsområdena Vikaholm och Telestadshöjden.
Samtidigt som Telestad skapades även den nya stadsdelen Nylanda. Antalet stadsdelar i Växjö ökade därmed från 17 till 19.